# Gerichtsbezirk Storozynetz
Der Gerichtsbezirk Storozynetz (auch: Storożinetz oder Storoschinetz; rumänisch: Storojineţ; ruthenisch: Storożynec) war ein dem Bezirksgericht Storozynetz unterstehender Gerichtsbezirk im Herzogtum Bukowina. Der Gerichtsbezirk umfasste Gebiete im zentralen Bereich der Bukowina bzw. in der heutigen Ukraine. Nach dem Ersten Weltkrieg musste Österreich den gesamten Gerichtsbezirk an Rumänien abtreten, nach dem Zweiten Weltkrieg kam das Gebiet an die Ukraine bzw. die Sowjetunion. Er ist heute Teil des Oblasts Tscherniwzi.

## Geschichte
Im Zuge der Neuordnung des Gerichtswesen im Kaisertum Österreich waren im Juni 1849 die allgemeinen Grundzüge der Gerichtsverfassung in den Kronländern durch Kaiser Franz Joseph I. genehmigt worden. Hierauf ließ Justizminister Anton von Schmerling Pläne zur Organisierung des Gerichtswesens in der Bukowina ausarbeiten, die der Kaiser am 6. November 1850 per Verordnung ebenfalls genehmigte. Mit der Reorganisation ging die Abschaffung der landesfürstlichen Gerichte ebenso wie der Patrimonial-Gerichte einher, wobei Schmerling ursprünglich die Errichtung von 17 Bezirksgerichten plante und die Bukowina dem Oberlandesgericht Stanislau unterstellt werden sollte. Schließlich schufen die Behörden nur 15 Bezirksgerichte, die man dem Landesgericht Czernowitz bzw. dem Oberlandesgericht Lemberg zuordnete. Die Errichtung der gemischten Bezirksämter, die neben der Verwaltung auch die Justiz zu besorgen hatten, wurde schließlich per 29. September 1855 amtswirksam, wobei der Gerichtsbezirk Storozynetzaus den Gemeinden Storoschinetz, Banilla moldauisch am Sereth, Broskoutz, Budenitz, Cziresch mit Opajetz, Czudyn mit Neuhütte, Dawideny, Idzesti, Kamenka mit Petrischanka, Karapcziu am Sereth mit Hatna, Komaresti, Komaresti Słobodzia, Korczesti, Krasnaputna Camerale mit Althütte, Krasna Ilskie mit Glashütte, Kupka, Panka, Petroutz am Sereth, Pressekareny, Ropcze, Suczaweny sowie Zadowa gebildet wurde. Im Zuge der Trennung der politischen von der judikativen Verwaltung bildete der Gerichtsbezirk Storozynetz ab 1868 gemeinsam mit dem Gerichtsbezirk Stanestie den Bezirk Storozynetz. Per 28. März 1870 kam es im Zuge einer Reform der Gerichtsbezirke zu weitreichenden Gebietsänderungen zwischen den Gerichtsbezirken der Bukowina, wobei der Gerichtsbezirk Storozynetz von den Veränderungen nicht betroffen war.
Der Gerichtsbezirk Storozynetz wies 1854 eine Bevölkerung von 31.191 Einwohnern auf einer Fläche von 15,6 Quadratmeilen auf. 1869 beherbergte der Gerichtsbezirk eine Bevölkerung von 37.601 Personen, bis 1900 stieg die Einwohnerzahl auf 57.851 Personen an. Von der Bevölkerung hatten 1900 27.925 Rumänisch (48,3 %) als Umgangssprache angegeben, 15.183 Personen sprachen Ruthenisch (26,2 %), 12.381 Deutsch (21,4 %) und 2.266 eine andere Sprache (3,9 %). Der Gerichtsbezirk umfasste 1900 eine Fläche von 935,62 km² und 26 Gemeinden sowie 25 Gutsgebiete.
| Jahr | Ein- wohner | Deutsch- sprachige | Ruthenisch- sprachige | Rumänisch- sprachige | Anders- sprachige |
| ---- | ----------- | ------------------ | --------------------- | -------------------- | ----------------- |
| 1854 | 31.191      |                    |                       |                      |                   |
| 1869 | 37.601      |                    |                       |                      |                   |
| 1880 | 42.673      | 5.271              | 7.651                 | 28.702               | 973               |
| 1890 | 5.0429      | 8.522              | 10.867                | 29.240               | 1.741             |
| 1900 | 57.851      | 12.381             | 15.183                | 27.925               | 2.266             |